# كاري هوب فليتشير
كاري هوب فليتشير (بالإنجليزية: Carrie Hope Fletcher) هي يوتيوبية ومغنية وكاتِبة وممثلة بريطانية، ولدت في 22 أكتوبر 1992 في حي هرو لندن في المملكة المتحدة.

## وصلات خارجية
- الموقع الرسمي
- كاري هوب فليتشير على موقع IMDb (الإنجليزية)
- كاري هوب فليتشير على موقع ميوزك برينز (الإنجليزية)
- كاري هوب فليتشير على موقع ديسكوغز (الإنجليزية)
- كاري هوب فليتشير على موقع قاعدة بيانات الفيلم (الإنجليزية)